# Austin Roberts
J. Austin Roberts (Pretoria, 3 gennaio 1883 – Lusikisiki, 5 maggio 1948) è stato uno zoologo sudafricano.
Per trentotto anni, lavorò per conto del Museo del Transvaal, studiando gli uccelli del Sudafrica. Morì in un incidente automobilistico.
Pubblicò The Birds of South Africa nel 1940 (ristampato numerose altre volte) e The Mammals of South Africa nel 1951.

## Pubblicazioni
- The mammals of South Africa. Johannesburg, 1951-54.
- Our South African birds (Ons Suid-Afrikaanse voëls). Cape Times, Cape Town, 1941.
- The birds of South Africa. Witherbys, London 1940-51.
- Museums, higher vertebrate zoology and their relationship to human affairs. Pretoria, 1935.